# عباس بن علوي المالكي
عباس بن علوي المالكي (1367 - 1436 هـ): عالم ورجل دين ومنشد من مكة المكرمة، عين رئيسًا للمحكمة الابتدائية الأولى، وقاضيًا في المحكمة الكبرى، ثم عضوًا في مجلس الشورى. وشغل سابقا في زمن المملكة الحجازية الهاشمية منصب عضو في إدارة المعارف، وانتدبه الشريف حسين إلى الحبشة لبناء مسجد للمسلمين هناك، وكذلك انتدبه لبناء مسجد في بيت المقدس، والمساهمة في مشروع إصلاح قبة الصخرة وبعض جوانب المسجد الأقصى، وجمع بنفسه الأموال وأشرف على الإنفاق والبناء حتى تم، وبعد انتهاء المهمة عينه مديرًا للمعارف. وحصل على عشرات وعشرات الجوائز والشهادات التقديرية من داخل البلاد وخارجها.

## مولده ونشأته
ولد بباب السلام بالمسجد الحرام بمكة المكرمة عام 1367 هـ ونشأ في كنف والديه حيث الدار المطلة نافذتها على بيت الله الحرام. نشأ في بيت علم؛ فوالده علوي بن عباس المالكي العالم المعروف والمُدرس بالمسجد الحرام ومدرسة الفلاح، ووالدته فاطمة البغدادي. التحق في بادئ أمره بمدرسة تحفيظ القران الكريم في زقاق الحجر «الصاغة» في عهد مديرها الشيخ إبراهيم زاهر، وبحلقة والده علوي المالكي ثم التحق بمدرسة الفلاح ثم بمدرسة الثغر النموذجية بجدة، ولما غلبه الشوق إلى البلد الحرام عاد لمدرسة الفلاح، ثم بمدرسة عرفات في عهد مديرها الأستاذ إبراهيم ركة إلى أن تحصل على الشهادة الثانوية. ورحل للقاهرة والتحق بالأزهر الشريف لمدة عام ثم تركه من غير رجعة.

## حياته العملية
خرج بعدها إلى الحياة العملية بدءًا بموظف في الهلال الأحمر السعودي بريع الرسام، ثم موظفاً برابطة العالم الإسلامي بقصر البياضية بالمعابدة في عهد رئيسها الشيخ محمد سرور الصبان. زاول التجارة فباع مواد البناء ثم الأواني المنزلية وغيرها، وفي هذه الفترة طلب العلم في المسجد الحرام بدءا بوالده علوي بن عباس المالكي قارئاً عليه كتب المذهب المالكي وجملة من الأحاديث النبوية الشريفة والتفسير، إضافة إلى تلقيه السير النبوية نثراً ونظماً والبدرية والبردة وكثيراً من المدائح النبوية والأوراد حتى أجازه بذلك إجازة خاصة وعامة روايةً ودرايةً ومعقولاً ومنقولاً. وقرأ على الشيخ القاضي الأصولي حسن بن محمد المشاط جملة من كتب الفقه المالكي والأخلاق، ولازم فترة من الزمن الشيخ محمد نور سيف بن هلال فقرأ عليه من كتب المذهب المالكي والفرائض حتى تمكن من هذا العلم، وكانت له مذاكرات ومراجعات في كتب المذهب المالكي مع أخيه محمد بن علوي المالكي حتى وفاته، كما أخذ عن جملة من علماء الحرمين الشريفين وعلماء العالم الإسلامي، وله ثبته المسمى بـ«الزبرجد والألماس في أسانيد السيد عباس».
خالط العلماء والأدباء والشعراء واستفاد منهم، وعاش متنقلاً بين حارات مكة المكرمة آخذاً عن رجالاتها حتى أثمر هذا العشق مداحاً نبوياً بالغاً صيته الأفاق، ولما كان الإنشاد يعتمد على المقامات والأنغام؛ فقد أخذ هذا الفن الروحاني من مظانه مبتدئ بالحرمين فمصر وسوريا والمغرب وبعضاً من البلاد الإسلامية، لينتهي به المطاف بأن يصبح منشداً دينياً بالغاً صيته بين الأنام ومأذوناً شرعيًا يشار إليه بالبنان.

## الإنشاد الديني
أنشد الشيخ عباس التواشيح والابتهالات والمجسات المكية منذ عام 1970. لقب بـ«شيخ المنشدين العرب» وتميز بحلاوة الصوت وعذوبته. تأثرت طريقته بالمنشدين سعيد أبو خشبة وحسن لبني. كما عاصر عددًا من الشيوخ المنشدين وشارك معهم في الجلسات والاحتفالات كمحمد زيني بويان، وعباس مقدامي، وسراج قاروت، وزكي داغستاني، وعبد الرحمن مؤذن، ومحمد الكحيلي، وغيرهم.

## الدعوة إلى الله
جاب كثيراً من بلاد العالم داعياً إلى الله بحاله ومقاله معتمداً على السيرة النبوية نثراً ونظماً، فزار إندونيسيا، وماليزيا، وسلطنة بروناي، ومليبار، وسنغافورة، ودول الخليج العربي، واليمن، ومصر، والمغرب، وتركيا، وبريطانيا، وكندا، وغيرها.
أنشأ مجلساً للسيرة النبوية منذ ما يقارب الأربعين عاماً، ثم توسع فأنشأ مركز علوي مالكي للعلوم الدينية والسيرة النبوية تخليداً لذكرى والده علوي مالكي، وقد تمخض عن هذا المركز عدة مجالس داخل البلاد وخارجها، متنوعة بين مجالس السيرة النبوية والذكر، ومجالس إقراء القران الكريم والأذكار والأوراد، ومجالس ومعاهد علمية تقوم على تدريس الشريعة الإسلامية.

## حالته الاجتماعية
عباس بن علوي المالكي متزوج وله أربعة أبناء وأربع بنات.

## مؤلفاته
- «هكذا كانوا» وضح فيه الحياة الاجتماعية لمكة المكرمة لمدة تزيد عن القرن.
- «صفحات مشرقة من حياة علوي بن عباس المالكي الحسني» جمع فيه ما كُتب عن والده في الصُحف والمجلات.

## وفاته
توفي فجر يوم الثلاثاء في الخامس والعشرين من شهر جمادى الآخرة سنة 1436 هـ بمكة المكرمة، وتمت الصلاة عليه بالمسجد الحرام عقب صلاة المغرب ودفن بمقبرة المعلاة بجوار أم المؤمنين خديجة.

## وصلات خارجية
- مكاوي - مكة تودع السيد عباس المالكي.

- أخبار24 - بالصور: مكة تشيع مدّاح النبي بعد أن نعى نفسه قبل أيام من وفاته.